# Shiva hipotézis
A Siva hipotézis, más néven koherens katasztrófizmus, az az elképzelés, hogy a Földön a globális természeti katasztrófák, például a kihalási események rendszeres időközönként történnek a Napnak a galaxisunkhoz (Tejútrendszer) viszonyított időszakos mozgása miatt. Siva az egyik legfőbb hindu isten, tomboló erejével ő vet véget az adott korszak, majd megteremti (újra) a világot.

## A kezdeti elmélet 1979
William Napier és Victor Clube 1979-es Nature-ben megjelent cikkükben („A Theory of Terrestrial Catastrophism”) közölt elméletük szerint a Tejútrendszer síkját átszelő Naprendszer gravitációs zavarokat okoz az azt körülvevő Oort-felhőben, amelyek megzavarhatják-módosíthatják a benne lévő üstökösök mozgását. Ez a zavar üstökösöket indít a belső Naprendszer felé, ami növeli a Földet érő becsapódásuk esélyét. A szerzők feltevése szerint ennek eredményeképp a Földön körülbelül 30 millió évente nagy becsapódási események következnek be (például a kréta-paleogén kihalási esemény).

## Rampino későbbi munkája
1984-től kezdődően Michael R. Rampino  a feltevést ellenőrző kutatási eredményeket tett közzé. Rampino minden bizonnyal tisztában volt Napier és Clube korábbi publikációjával, erre utal Rampino és Stothers 1984-es Nature -hez írt levele.
Napier és Clube "Földi katasztrófaelmélet", az 1990-es években Rampino és Bruce Haggerty  Shiváról, a pusztítás hindu istenéről nevezte el. 2020-ban Rampino és munkatársai nem tengeri bizonyítékokat tettek közzé, amelyek megerősítették a Shiva-hipotézist alátámasztó korábbi, tengeri bizonyítékokat.

## Hasonló elméletek
A Nap áthaladása a galaxis nagyobb sűrűségű spirális karjain, nem pedig a galaxis síkján, feltételezhetően egybeeshet a Földön bekövetkező tömeges kihalással. A Napunknak a galaxis spirálkarján való áthaladásának hatásait a CO adatok újraelemzése azonban nem tudta alátámasztani.
A Shiva-hipotézis egy újabb elméletet inspirálhatott: a Nemezis nevű barna törpe 26 millió évenként okoz kihalást, ami némileg eltér a 30 millió évtől.

## Fordítás
- Ez a szócikk részben vagy egészben  a   Shiva hypothesis című angol Wikipédia-szócikk ezen változatának fordításán alapul.  Az eredeti cikk szerkesztőit annak laptörténete sorolja fel. Ez a jelzés csupán a megfogalmazás eredetét és a szerzői jogokat jelzi, nem szolgál a cikkben szereplő információk forrásmegjelöléseként.